# Karabin maszynowy SJ-57
SJ-57 – polski ręczny karabin maszynowy skonstruowany w latach 50. XX wieku.
W połowie lat 50. na Politechnice Warszawskiej stworzono zespół konstrukcyjny kierowany przez doc. inż. Bolesława Jurka. Pierwszą konstrukcją powstałą w tym zespole był pistolet maszynowy SJ-56. Jego konstrukcja była oparta na przedwojennym nkm-ie FK wz. 38 model A (także skonstruowanym przez Bolesława Jurka). SJ-56 nie był produkowany seryjnie (prawdopodobnie był konstrukcją modelową, mającą służyć do testów automatyki broni działającej na zasadzie krótkiego odrzutu lufy), ale wyniki prób wykorzystano podczas konstruowania karabinu maszynowego kalibru 7,62 × 39 mm wz. 43.
Zachowane (niekompletne) rysunki konstrukcyjne tej broni noszą datę 5 października 1957 roku. W dokumentacji technicznej SJ-57 jest określany jako lekki karabin maszynowy, ale był to typowy ręczny karabin maszynowy. W celu zapewnienia jednolitego zasilania broni na poziomie drużyny piechoty SJ-57 był zasilany z typowych magazynków do karabinu AK. Na przełomie 1957 i 1958 roku wykonano prototyp karabinu maszynowego SJ-57.
Prace nad SJ-57 zakończono po uruchomieniu w 1958 roku licencyjnej produkcji radzieckiego rkm-u RPD. SJ-57 nie był produkowany seryjnie.

## Opis konstrukcji
Ręczny karabin maszynowy SJ-57 był zespołową bronią samoczynno-samopowtarzalną. Zasada działania oparta na wykorzystaniu krótkiego odrzutu lufy. Zamek ryglowany za pomocą rygla poruszającego się w płaszczyźnie pionowej. Mechanizm spustowy z przełącznikiem rodzaju ognia. Zasilanie z wymiennych magazynków dwurzędowych przyłączanych od spodu broni. Przyrządy celownicze składały się z muszki i regulowanego celownika krzywiznowego o nastawach 100–800 metrów.